# Mervyn Johns
Pour les articles homonymes, voir Johns.
David Mervyn Johns est un acteur britannique né le 18 février 1899 à Pembroke (Royaume-Uni), mort le 6 septembre 1992 à Northwood (Royaume-Uni).

## Biographie
Il est le père de l'actrice Glynis Johns. Ils ont joué ensemble notamment dans Horizons sans frontières de Fred Zinnemann (1960) pour lequel la comédienne a obtenu son unique nomination aux Oscars.

## Filmographie
- 1935 : The Guv'nor de Milton Rosmer
- 1935 : Lady in Danger de Tom Walls : Reporter
- 1936 : Dishonour Bright de Tom Walls : figurant
- 1936 : In the Soup de Henry Edwards : Meakin
- 1936 : Pot Luck de Tom Walls : un gardien de nuit
- 1937 : Song of the Forge de Henry Edwards
- 1937 : Storm in a Teacup de Ian Dalrymple et Victor Saville : l'huissier de justice
- 1938 : Pride and Prejudice (TV) : Sir William Lucas
- 1938 : Almost a Gentleman (en)  de Oswald Mitchell : Percival Clicker
- 1939 : La Taverne de la Jamaïque (Jamaica Inn) de Alfred Hitchcock : Thomas
- 1940 : The Midas Touch de David MacDonald
- 1940 : Le Dernier Témoin (Girl in the News) : James Fetherwood
- 1940 : Convoy de Pen Tennyson : le collègue du démineur
- 1940 : The Girl in the News de Carol Reed
- 1940 : Saloon Bar de Walter Forde : Wickers
- 1942 : The Next of Kin de Thorold Dickinson : No 23: Mr Davis
- 1942 : Un contremaître est allé en France (The Foreman Went to France) de Charles Frend : l'officier à l'immigration
- 1942 : Went the Day Well? de Alberto Cavalcanti : Charles Sims, le gardien de l'église
- 1943 : The Bells Go Down de Basil Dearden : Sam
- 1943 : My Learned Friend de Will Hay et Basil Dearden : Grimshaw
- 1943 : Le Navire en feu (San Demetrio London) de Charles Frend : Greaser John Boyle
- 1944 : L'Auberge fantôme (The Halfway House) de Basil Dearden : Rhys
- 1945 : Twilight Hour de Paul Stein : Major John Roberts
- 1945 : Au cœur de la nuit (Dead of Night) : Walter Craig
- 1946 : Pink String and Sealing Wax de Robert Hamer : Edward Sutton
- 1946 : They Knew Mr. Knight de Norman Walker : Tom Blake
- 1946 : J'étais un prisonnier (The Captive Heart) de Basil Dearden : Pvt. Don Evans
- 1947 : Captain Boycott de Frank Launder : Watty Connell
- 1948 : Counterblast de Paul Stein : Dr. Bruckner the Beast of Ravensbruck
- 1948 : Easy Money de Bernard Knowles : Herbert Atkins
- 1948 : Quartet de Arthur Crabtree : Samuel Sunbury (segment "The Kite")
- 1949 : Édouard, mon fils (Edward, My Son) de George Cukor : Harry Sempkin
- 1949 : Helter Skelter de Ralph Thomas : Ernest Bennett
- 1949 : Diamond City (en) de David MacDonald : Hart
- 1950 : Tony Draws a Horse de John Paddy Carstairs : Alfred Parsons
- 1951 : La Boîte magique (The Magic Box) de John Boulting : Goitz

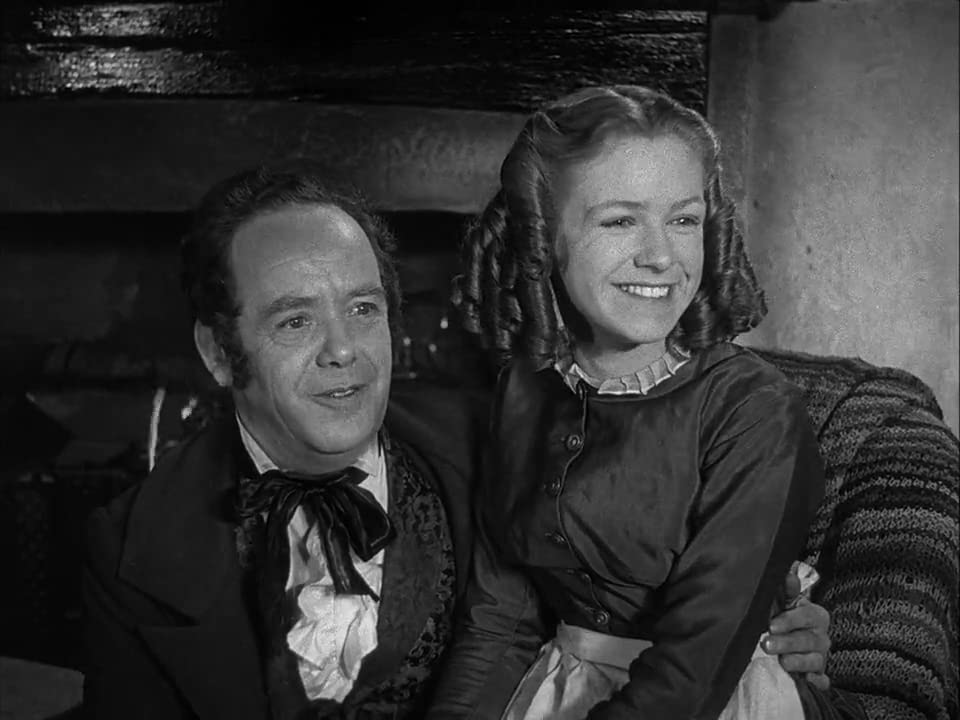
Mervyn Johns et Moiya Kelly dans Scrooge (1951).

- 1951 : Scrooge de Brian Desmond Hurst : Bob Cratchit
- 1952 : The Tall Headlines de Terence Young : Uncle Ted
- 1953 : Valley of Song de Gilbert Gunn : Minister Griffiths
- 1953 : The Oracle de C.M. Pennington-Richards : Tom Mitchum
- 1953 : The Master of Ballantrae de William Keighley : MacKellar
- 1954 : The Blue Peter de Wolf Rilla : Captain Snow
- 1954 : Romeo et Juliette (Romeo and Juliet) de Renato Castellani : Friar Laurence
- 1956 : 1984 de Michael Anderson : Jones
- 1956 : Moby Dick de John Huston : Peleg
- 1956 : The Shield of Faith de Norman Walker
- 1956 : L'Étrangère intime (The Intimate Stranger) de Joseph Losey : Ernest Chaple
- 1956 : Find the Lady de Charles Saunders : Hurst
- 1957 : Scotland Yard joue et gagne (The Vicious Circle) de Gerald Thomas : Dr. George Kimber
- 1957 : The Counterfeit Plan de Montgomery Tully : Louie Bernard
- 1957 : The Surgeon's Knife de Gordon Parry : Mr. Waring
- 1957 : Toubib en liberté (Doctor at Large) de Ralph Thomas : Smith
- 1958 : Gipsy (The Gypsy and the Gentleman) de Joseph Losey : Brook
- 1958 : Leave It to Todhunter (série TV) : Lawrence Todhunter
- 1959 : Danger List de Leslie Arliss : Mr. Ellis
- 1959 : Au fil de l'épée (The Devil's Disciple) de Guy Hamilton : Rev. Maindeck Parshotter (le loyal pasteur)
- 1960 : Chérie recommençons (Once More, with Feeling!) de Stanley Donen : Mr. Wilbur Jr.
- 1960 : Quand gronde la colère (Never Let Go) de John Guillermin : Alfie Barnes
- 1960 : The Critical Point (TV) : Dr. Andrew Mortimer
- 1960 : Les Horizons sans frontières (The Sundowners) de Fred Zinnemann : Jack Patchogue, maire de Cawndilla
- 1961 : Echo of Barbara de Sidney Hayers : Sam Roscoe
- 1961 : The Rebel de Robert Day : le directeur d'une galerie d'art londonienne
- 1961 : Pas d'amour pour Johnny (No Love for Johnnie) de Ralph Thomas : Charlie Young
- 1961 : François d'Assise (Francis of Assisi) de Michael Curtiz : frère Juniper
- 1963 : La Révolte des Triffides (The Day of the Triffids) de Steve Sekely : Mr. Coker
- 1963 : Les 55 Jours de Pékin (55 Days at Peking) de Nicholas Ray : le pasteur
- 1963 : 80,000 Suspects de Val Guest : Buckridge
- 1963 : Le Manoir aux fantômes (The Old Dark House) de William Castle : Petiphar Femm
- 1963 : Les Vainqueurs (The Victors) de Carl Foreman : Dennis
- 1964 : A Jolly Bad Fellow (en) de Don Chaffey : Willie Pugh-Smith
- 1965 : Les Héros de Télémark (The Heroes of Telemark) de Anthony Mann : Col. Wilkinson
- 1966 : Who Killed the Cat? de Montgomery Tully : Henry Fawcett
- 1973 : Thinking Man As Hero (TV)
- 1973 : The National Health de Jack Gold : Rees
- 1974 : QB VII(feuilleton TV) : Mr. Evans
- 1976 : Mortelles Confessions (House of Mortal Sin) de Pete Walker : Père Duggan